# باغ‌وحش شیشه‌ای
باغ‌وحش شیشه‌ای نمایش‌نامه‌ای است که توسط تنسی ویلیامز، نویسندهٔ آمریکایی، نوشته شده‌است. این کتاب یکی از آثار مشهور ادبی جهان است.

## خلاصه داستان
در یک خانوادهٔ سطح‌پایین آمریکایی، مادری (آماندا) با پسر و دخترش، «تام» و «لورا»، زندگی می‌کند. پدر این خانواده، که ظاهراً تمایل به فرار از قیود زندگی خانوادگی داشته، مدتی است زن و دو فرزند خود را رها کرده و به نقطهٔ نامعلومی رفته‌است. مادر و دو فرزندش هریک در خیالات واهی و احساسات خود زندگی می‌کنند. مادر کاری ندارد، جز این که شب و روز از گذشته‌های پرموفقیت خود تعریف کند؛ و پسر، جز این که به فکر شعر و شاعری و دیدن فیلم در سینما باشد و به کار اصلی خود (کفاشی) بی‌توجهی کند، فکر دیگری ندارد؛ و دختر، که دارای نقص جسمی در پای راستش است، شدیداً از این نقص رنج می‌برد و در نتیجه ارتباط خود را با همهٔ مردم قطع کرده، تعدادی مجسمه‌های کوچک شیشه‌ای از حیوانات کوچک جمع‌آوری کرده و در گوشهٔ خانه برای خود «باغ‌وحش شیشه‌ای» درست کرده و با آن‌ها صحبت می‌کند. مادر، نگران از تنها ماندن دختر خود، از پسرش تقاضا می‌کند بین همکاران خود در کارخانهٔ کفاشی، جوانی را برای شام به خانه دعوت کند تا بلکه شوهری برای دختر ناقص‌العضوش دست‌وپا کند! تام با اکراه این تقاضا را انجام می‌دهد و جوانی به نام «جیم» را برای شام به خانه دعوت می‌کند. جوان، که پر از شور و امید به زندگی است، مدتی با لورا تنها می‌ماند و به او اعتمادبه‌نفس و گریز از تنهایی را پیشنهاد می‌کند. لورا ظاهراً به زندگی امیدوار می‌شود و…
آدم‌های «باغ‌وحش شیشه‌ای» همگی در تخیل خود زندگی می‌کنند. مادر، همچنان پس از گذشت چیزی شاید حدود پنجاه سال از عمرش، در خاطرات هفده‌سالگی و عشاق جوانش زندگی می‌کند؛ پسر (تام) در خیال این است که خانه و محل کارش (انبار کفش) را ترک کند و نویسندهٔ برجسته‌ای شود؛ و لورا (دختر خانه) شاید تنها کسی است که خیال‌بافی‌ای برایش باقی نمانده‌است.
او دختری معلول است که یک پایش کوتاه‌تر از دیگری است، و این نقص عضو، آن‌چنان روح او را تسخیر کرده که تمامی شهامت و جسارت او را گرفته و به‌جایش عقدهٔ حقارت باقی گذاشته است.

## ترجمه به فارسی
این نمایشنامه را حمید سمندریان ، امیرمحمد جوادی و مرجان بخت‌مینو به فارسی ترجمه کرده‌اند.

## اقتباس‌ها
فیلم اینجا بدون من اقتباسی از این نمایشنامه است.

## گالری (تئاتر باغ وحش شیشه ای)

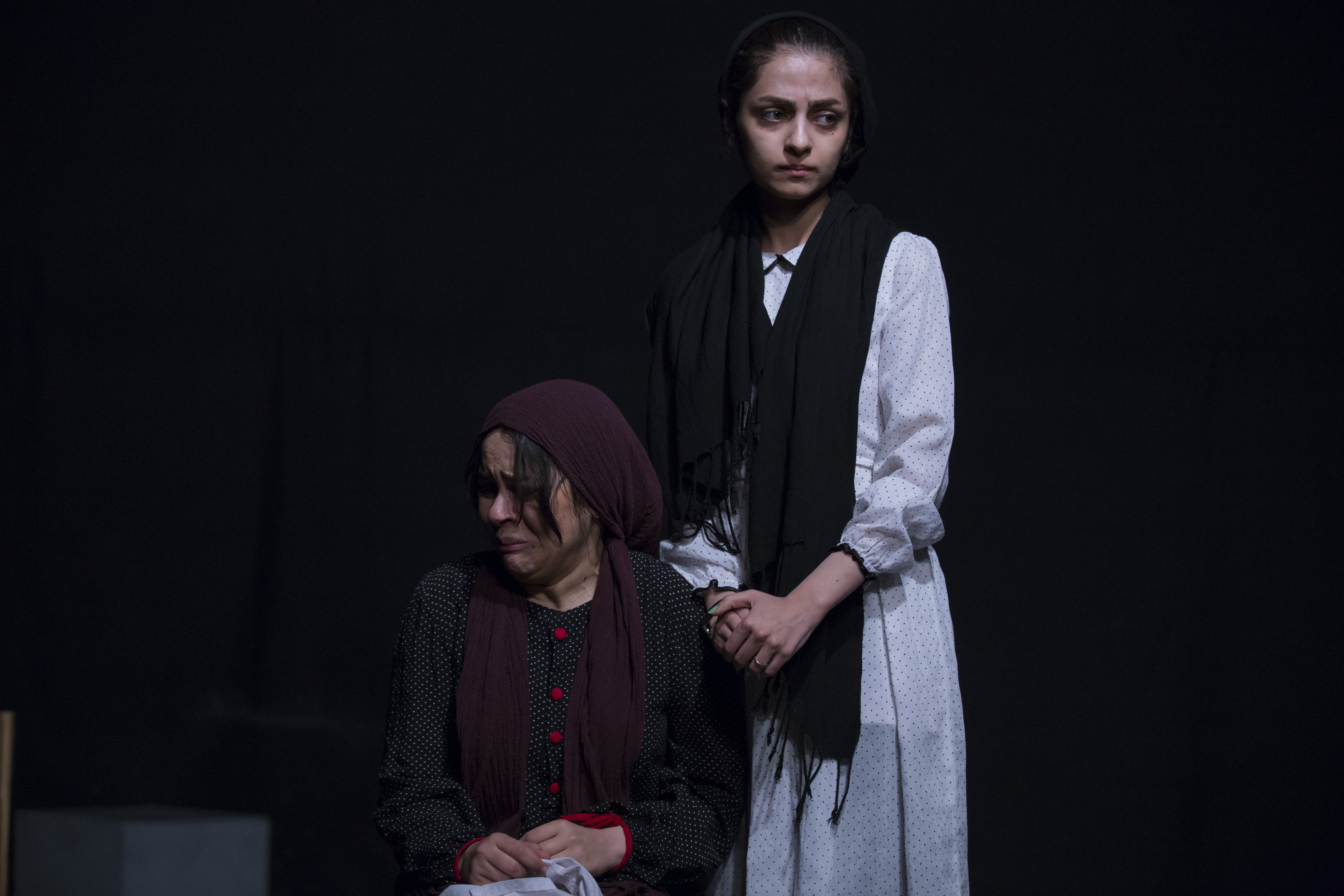
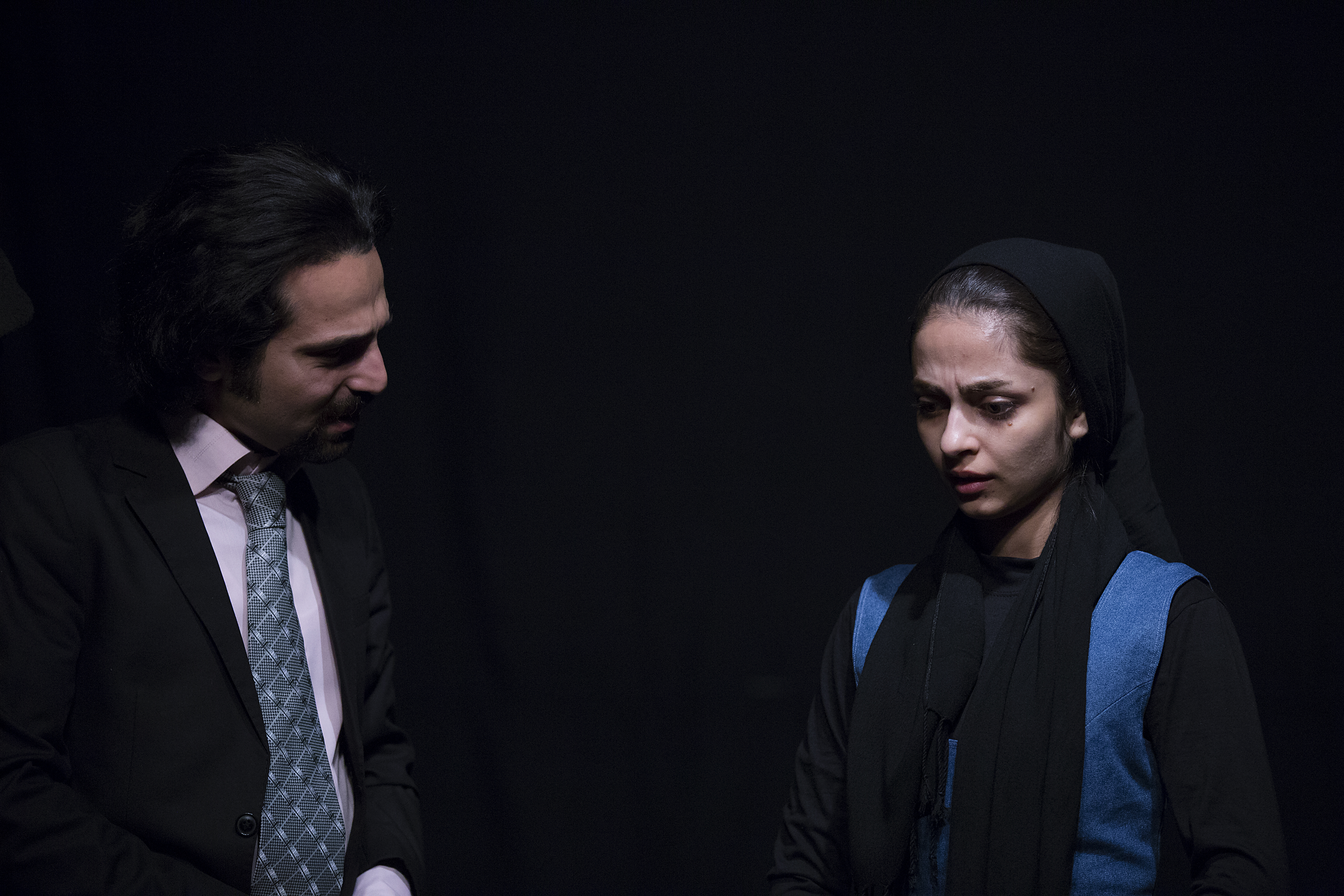
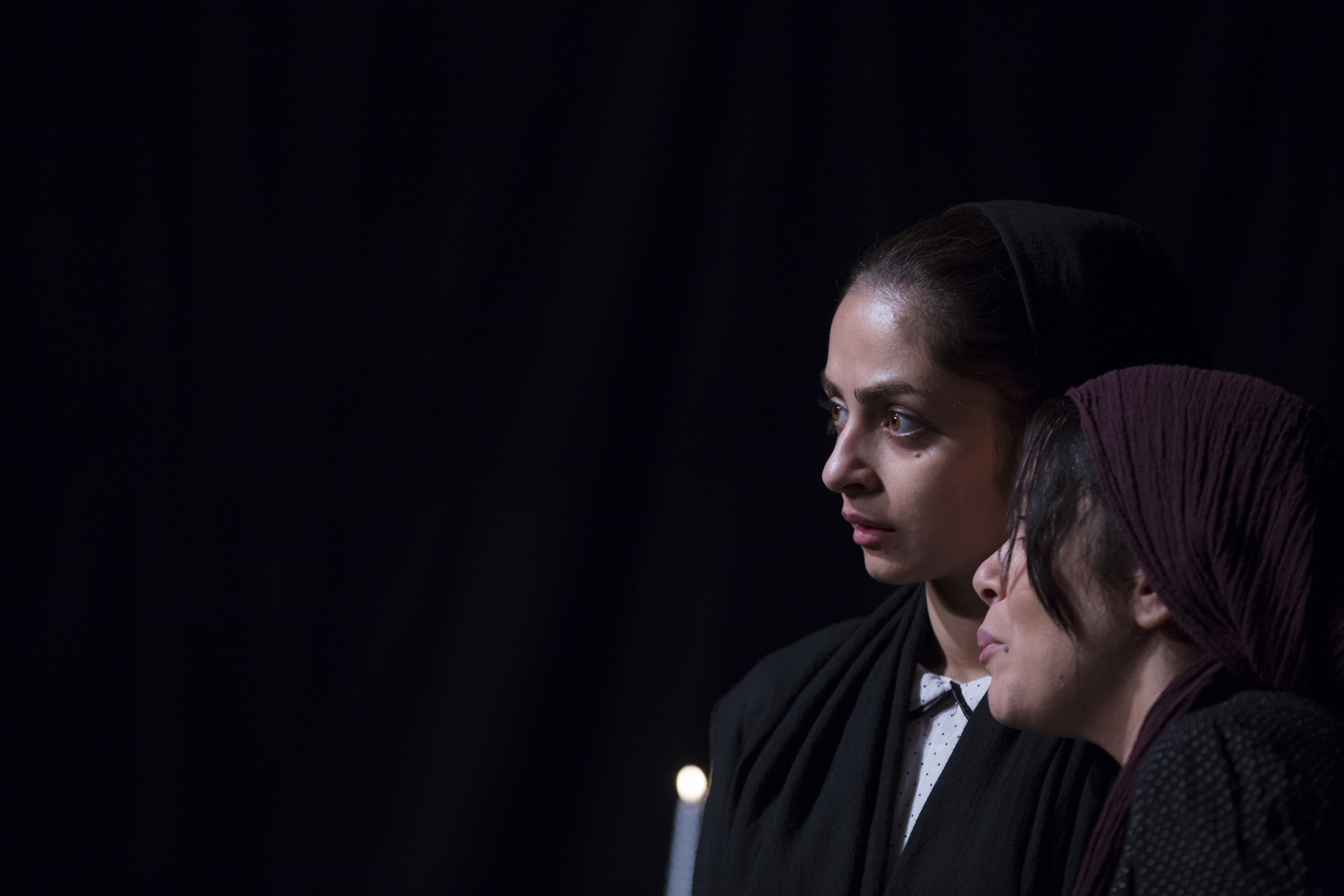
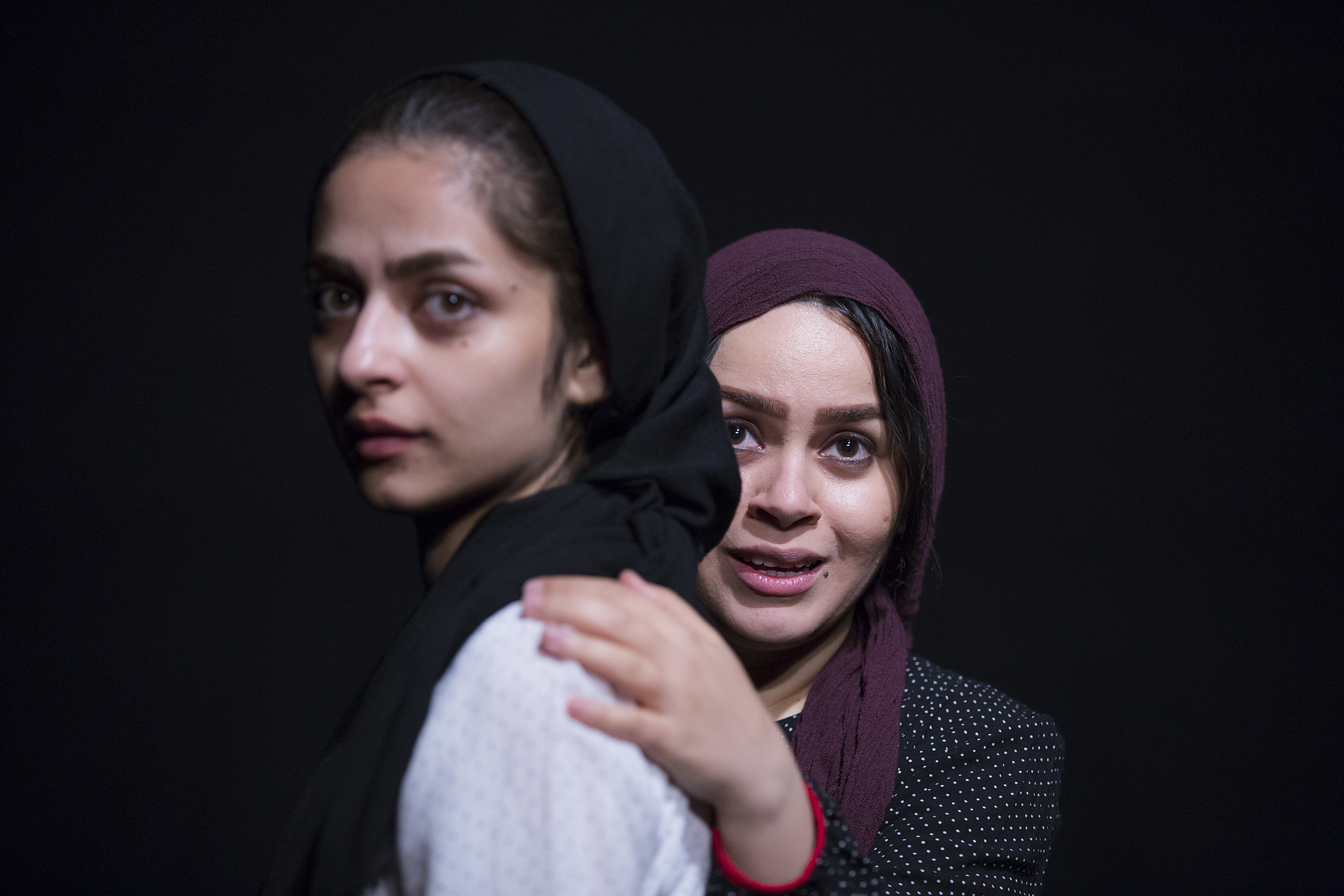
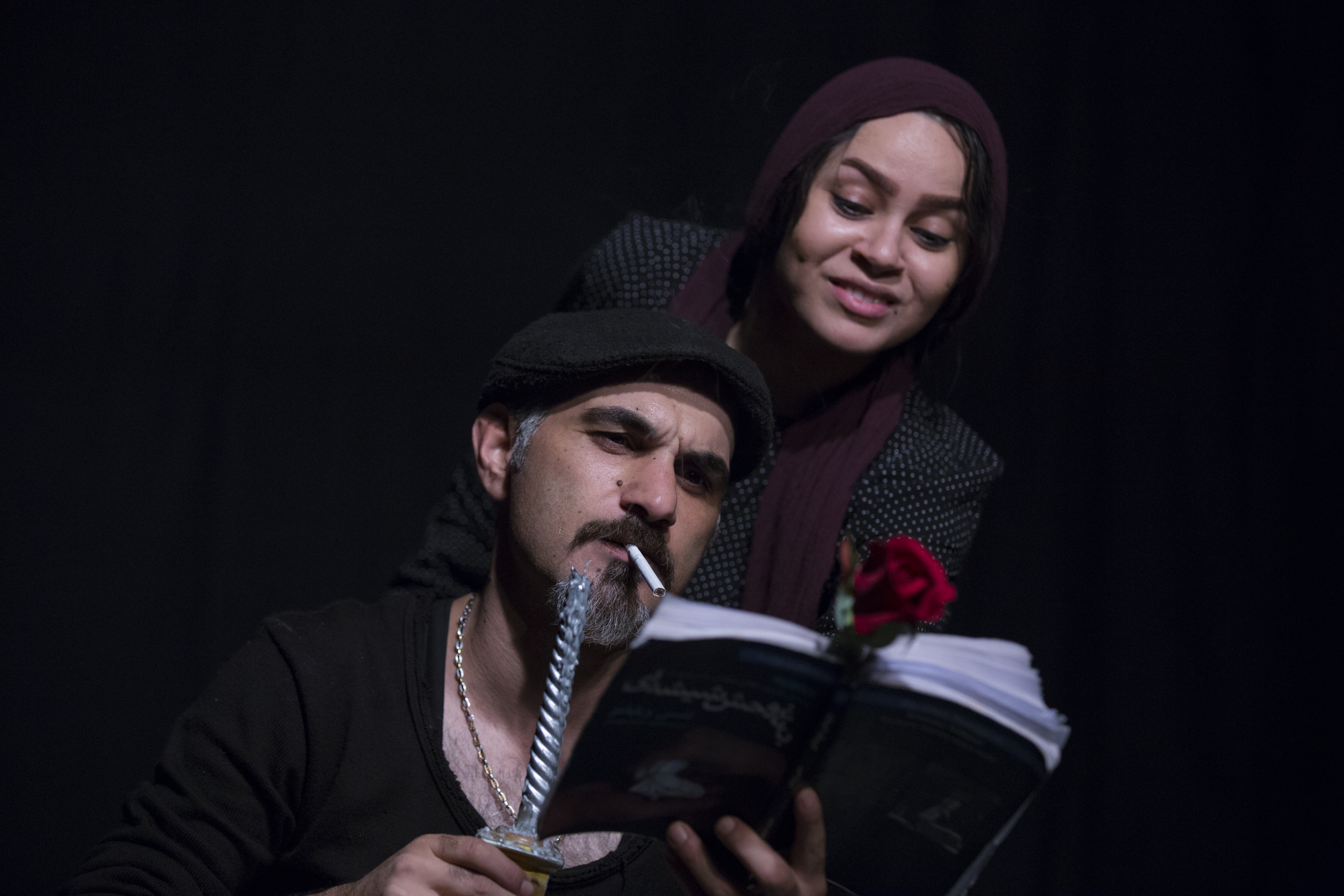